# Zaytoven
Zaytoven, pseudonimo di Xavier Lamar Dotson (Francoforte sul Meno, 12 gennaio 1980), è un produttore discografico statunitense.

## Biografia
Dotson ha trascorso gran parte della sua infanzia all'interno delle chiese, poiché suo padre, quando non era impegnato in servizi militari, era un predicatore. Lì ha imparato a suonare il pianoforte e l'organo, in compagnia dei suoi tre fratelli minori.
Ha imparato a produrre musica fin dai tempi del liceo, esibendosi durante gli intervalli delle partite di basket con l'ausilio di una tastiera. Durante una di queste esibizioni, ha conosciuto il rapper JT the Bigga Figga, che colpito dalle sua capacità ha deciso di invitarlo nel suo studio.

## Carriera
Mentre ancora frequentava il liceo, Dotson ha iniziato a collaborare con rapper quali E-40 e Messy Marv. Durante il suo ultimo anno di liceo, la sua famiglia si trasferisce ad Atlanta, mentre lui decide di rimanere a San Francisco per continuare la propria attività da produttore.
Dopo aver guadagnato un po' di soldi dal suo lavoro quotidiano come barbiere, Zaytoven ha iniziato ad acquistare le prime attrezzature per la produzione, e poco tempo più avanti, ad Atlanta, ha aperto il suo primo studio. Nel 2010 ha contribuito alla produzione dell'album Raymond v. Raymond di Usher, premiato nel 2011 con un Grammy Award.
Nel 2013 ha contribuito alla produzione di Young Rich Niggas dei Migos, mentre nel 2015 ha collaborato con Future producendo il mixtape Beast Mode e l'album DS2.
Il 22 giugno 2018 ha pubblicato, in collaborazione con Lecrae, l'album Let the Trap Say Amen.

## Discografia

### Album in studio
- 2018 – Let the Trap Say Amen (con Lecrae)
- 2018 – A (con Usher)
- 2021 – Lost Tapes (con B.o.B)
- 2024 – Pray For Atlanta (con 1K Phew)

### EP
- 2016 – GucTiggy (con Gucci Mane)
- 2018 – Greatest Gift (con Deitrick Haddon)
- 2021 – Drip & Zay (con Kountry Wayne)
- 2023 – Only Onejjhhn
- 2023 – 24 the EP (con Damon Fletcher)

### Mixtape
- 2013 – World War 3 (Lean) (con Gucci Mane)
- 2015 – Beast Mode (con Future)
- 2015 – Juggathon (con Young Scooter)
- 2015 – For Trappers Only (con Shy Glizzy)
- 2017 – Trapping Made It Happen
- 2018 – Trapholizay
- 2018 – Beast Mode 2 (con Future)
- 2018 – 6Toven (con Julio Foolio)
- 2019 – GloToven (con Chief Keef)
- 2019 – Camp GloTiggy (con Chief Keef)
- 2019 – Bad Azz Zay (con Boosie Badazz)
- 2020 – A-Team (con Lil Keed, Lil Gotit e Lil Yachty)
- 2020 – Pack Just Landed Vol. 1
- 2020 – Pack Just Landed Vol. 2
- 2020 – Zaystreet (con Young Scooter)
- 2020 – GrinchToven Stole The Trap
- 2021 – Moetoven (con Moe)
- 2021 – Pack Just Landed Vol. 3
- 2021 – Keys To The Streets (con Luh Soldier)
- 2021 – GhostToven (con Ghostluvme)
- 2022 – Streets Got No Heart
- 2022 – Loverz n Friendz

### Raccolte
- 2021 – Zaytoven Presents: Fo15 (con Fo15)